# Bergbaumuseum Klagenfurt

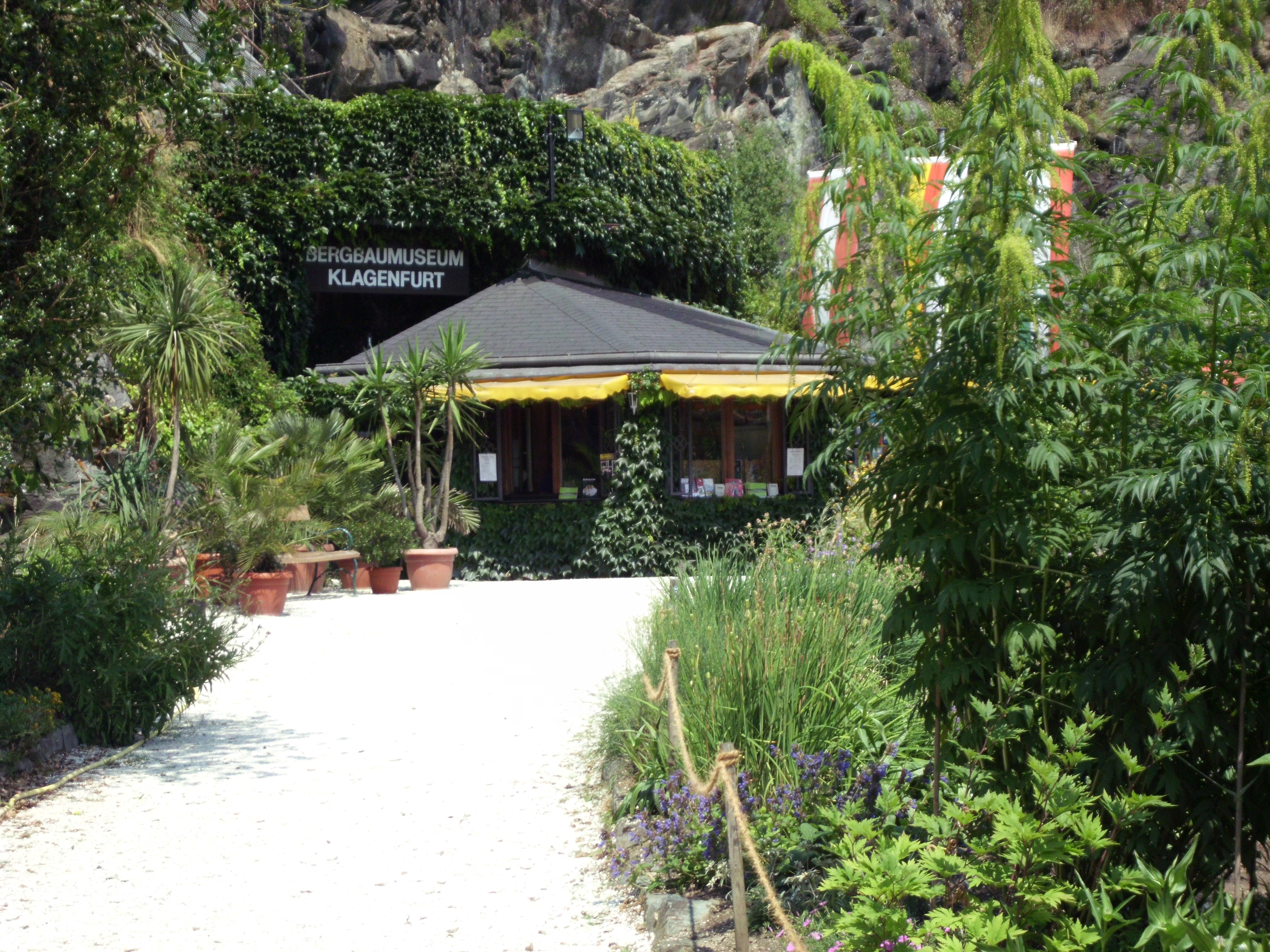
Eingangsgebäude des Bergbaumuseums im Botanischen Garten Klagenfurt

Das Bergbaumuseum Klagenfurt ist ein ehemaliges Museum der Stadt Klagenfurt am Wörthersee, welches die Geschichte des Kärntner Bergbaus präsentierte. Es wurde im Jahr 1973 zunächst als privat betriebenes Bergbaumuseum eröffnet. Seit dem Jahr 1977 wurde es in einem ehemaligen Luftschutzstollen des Kreuzbergls untergebrachte Museum von der Stadt Klagenfurt betrieben. Seit dem Jahr 2015 ist das Bergbaumuseum aus wirtschaftlichen Gründen geschlossen.

## Geschichte des Museums
Das Museum befand sich in einem 500 Meter langen Stollen. Dieser wurde ab der Mitte des Jahres 1942 als Luftschutzbunker in einen bis dahin zur Gewinnung von Grünschiefer genutzten Steinbruch in das Kreuzbergl getrieben. Nach dem Zweiten Weltkrieg beherbergte die sogenannte Felsenhalle der Anlage von August 1945 bis in das Jahr 1953 den Hörfunksender Klagenfurt der Sendergruppe Alpenland. Für die übrigen Räume der Stollenanlage fanden sich im Jahr 1945 auch andere Interessenten, darunter eine burgenländische Weinkellerei, die jedoch alle nicht zum Zug kamen. Im September 1947 verpachtete die Stadt Klagenfurt den Stollen mit Ausnahme der durch den von der Sendergruppe Alpenland genutzten Räumlichkeiten an einen Champignonzüchter. Wie lange diese Zuchtstätte in Betrieb war, ist nicht bekannt.
Im Jahr 1958 begann das Land Kärnten mit der Errichtung des Botanischen Gartens auf einem Gelände, das sich  in der Nähe des Stollens befindet. Dieser sollte den bisherigen Standort des Gartens bis vor dem Beginn des Zweiten Weltkriegs  am Rudolfinum ersetzen. Damals wurden Franz Kahler und Franz Müller mit der Errichtung des Gartens beauftragt. Letzterer war als Gartenarchitekt tätig und begann sich, am Ende der 1960er Jahre für den in der Zwischenzeit verlassenen Luftschutzstollen zu interessieren.  Außerdem war Franz Müller stark an der Mineralogie interessiert und legte eine umfangreiche Sammlung an Mineralien und Gesteinen an, für die das großzügig Platzangebot, das nur der Stollen bieten konnte, eine notwendige Voraussetzung war. Damit war die Idee, ein Museum am Areal des Botanischen Gartens zu gründen, geboren.
Nachdem Müller Vertreter der Kärntner Regionalpolitik von seiner Idee überzeugen konnte, entstand im Jahr 1973 mit Hilfe des Landes Kärnten, der Stadt Klagenfurt und einer Reihe heimischer Bergbaubetriebe sowie des Naturwissenschaftlichen Vereins für Kärnten ein unterirdisches Museum, das am 11. November 1973 eröffnet wurde. Organisatorische und finanzielle Probleme führten allerdings bereits  im Jahr 1975 zu Verhandlungen über dessen Verkauf an die Stadt Klagenfurt. Nachdem diese eher schleppend verlaufen waren, verkaufte Müller einen Teil seiner Sammlung. Die im Museum noch verbliebenen Exponate wechselten schließlich am 23. Mai 1977 gegen Gewährung einer Leibrente den Eigentümer. Seither betrieb die Stadt Klagenfurt das Bergbaumuseum als öffentliches Museum. Dessen Gründer Franz Müller verstarb am 23. August 1989.
Am 1. November 2015 wurde das Bergbaumuseum aus wirtschaftlichen Gründen durch die Stadt Klagenfurt geschlossen. Der Museumsbetrieb verursachte Kosten in Höhe von 500.000 € pro Jahr, während im Gegenzug aber nur Einnahmen von 18.000 € pro Jahr erzielt wurden. Im März 2020 beschloss der Stadtsenat von Klagenfurt die dauerhafte Leihgabe der Museumsexponate an das Landesmuseum Kärnten. Ein Teil der Exponate wird ab 2023 im neuen Bergbaumuseum in Bad Bleiberg ausgestellt. Weitere Teile werden künftig in einem montanhistorischen Archiv des Bad Bleiburger Museums gelagert.

## Ausstellung
Das Bergbaumuseum Klagenfurt umfasste rund 3000 m² Ausstellungsfläche. Die große Eingangshalle („Felsenhalle“) wurde für regelmäßig wechselnde Sonderausstellungen genutzt.
Das Museum wurde nach didaktischen Gesichtspunkten betrachtet in drei Fachgebiete eingeteilt. Aus betriebswirtschaftlicher Sicht erfolgt jedoch keine Aufteilung.

### Montangeschichte Kärntens
Der Schwerpunkt im Bereich der Montangeschichte des Bergbaus in Kärnten lag nicht im Bereich der Technik, also dem Ausstellen von Maschinen und Geräten, sondern vielmehr im sozialen Bereich. Anhand von Fotos, Urkunden und anderer Objekte wie zum Beispiel einer nachgebildeten Knappenstube wurde das Leben der Bergleute und ihres sozialen Umfeldes näher beleuchtet. Die Kultur Kärntens ist seit der Antike eng mit dem Bergbau im Land verknüpft gewesen. Dieser hat bis in die Zeit der sogenannten montanistischen Hochblüte in der Neuzeit viele Spuren in Kärntens Kultur hinterlassen. Zwar wird auch heute noch zum Beispiel in der Ortschaft Waldenstein am Fuß der Packalpe noch Eisenglimmer abgebaut oder es wurde an der Millstätter Alpe bis vor kurzem noch in größerem Umfang Magnesit gewonnen. Dies ändert jedoch nichts daran, dass der Bergbau für die Wirtschaft des Landes kaum noch eine Rolle spielt.

### Mineralogie
Das Museum bot einen Querschnitt durch die Mineralogie im Kärntner Bergbau. Zahlreiche Ausstellungsstücke stammten von der Blei-Zink-Mineralisation des Drauzuges aus dem im Jahr 1993 geschlossenen Bergwerk in Bleiberg/Kreuth. Unter den ausgestellten Bleiberger Mineralien stach insbesondere die Vielfalt an Formen und an Farben der sogenannten Wulfenitkristalle hervor. Das Mineral wurde erstmals im Jahr 1785 in Bleibergvon Franz Xaver von Wulfen entdeckt. Daher ist das Mineral auch nach ihm benannt worden. Eine weitere von ihm entdeckte und ebenfalls im Bergbaumuseum ausgestellte Besonderheit war der sogenannte Bleiberger Muschelmarmor.
Weitere mineralogische Ausstellungsstücke stammten unter anderem aus Eisenerzbergwerken in Hüttenberg, in Waitschach und einer Reihe weiterer Standorte. Zum Beispiel stammten etwa 300 im Museum ausgestellte Mineralarten aus dem Gebiet der Sau- und der Koralpe. Außerdem konnte der Besucher sich über die Mineralogie des Eisenglimmerbergbaus in Waldenstein, den Magnesitbergbau und die Granatvarietäten auf der Millstätter Alpe und auf dem Laufenberg sowie über die Goldfunde, die in den Hohen Tauern gemacht wurden, im Museum informieren.

### Paläontologie
In der paläontologischen Abteilung des Museums wurden Fossilien verschiedener Erdzeitalter aus aller Welt gezeigt. Die Exponate erstreckten sich auf rund 500 Millionen Jahre der Erdgeschichte. Außerdem wurde dem Besucher eine Replik der Gletscherleiche vom Tisenjoch in den Ötztaler Alpen („Ötzi“) präsentiert.